# Rejon poswolski
Rejon poswolski (lit. Pasvalio rajono savivaldybė) – rejon w północnej Litwie.